# Спурий Постумий Албин Региленсис
Вижте пояснителната страница за други личности с името Спурий Постумий Албин.
Спурий Постумий Албин Региленсис (на латински: Spurius Postumius Albinus Regillensis) e политик на Римската република.
Произлиза от клон Албин на патрицииската фамилия Постумии. Син е на Спурий Постумий Алб Региленсис, консулски военен трибун 432 пр.н.е.
Спурий е консулски военен трибун през 394 пр.н.е. с още петима колеги: Марк Фурий Камил, Луций Валерий Попликола, Луций Фурий Медулин, Гай Емилий Мамерцин и Публий Корнелий Сципион. Той води война против еквите. През 380 пр.н.е. е номиниран за цензор.